# 大阪市立上福島小学校
大阪市立上福島小学校（おおさかしりつ かみふくしましょうがっこう）は、大阪府大阪市福島区福島7丁目にある公立小学校。
福島区福島地区の北部、大阪環状線の線路以北を校区とする。地域の老人会や幼稚園との交流活動、公園清掃など、地域との交流を重視した教育をおこなっている。

## 沿革
明治時代の学制発布に伴い、大阪府管内西成郡第三区三番小学校として1874年に開校した。その後上福島尋常小学校の名称を経て、神子田（みこた）尋常小学校と改称している。神子田は付近の当時の小字名であり、現在ではあみだ池筋にある交差点の名称に名残をとどめている。
明治時代中期には、校区は西成郡上福島村・下福島村・鷺洲村の3村となり、3村の連合で学校を運営していた。しかし1897年に上福島村・下福島村が大阪市に編入された。一方で鷺洲村は大阪市に編入されなかった。神子田尋常小学校は大阪市立となったが、引き続き鷺洲村からの委託を受けることになった。1893年には鷺洲村に西成郡鷺洲尋常小学校（現在の大阪市立鷺洲小学校）が開校し、鷺洲村からの委託は解消されている。
1903年には大阪市第二上福島尋常小学校（現在の大阪市立福島小学校）が分離開校した。これに伴い、当校は神子田尋常高等小学校から第一上福島尋常高等小学校への改称をおこなっている。
高等科を併設していた時期もあったが、高等科は1945年4月、大阪市全体として高等科を特定校に集約させる方針が出されたことに伴い、高等科を単独設置していた大阪市八阪国民学校へと統合している。
また戦災により校舎・校区の被害が大きかったため、1946年には福島国民学校（福島小学校）へと統合されて休校となった。その後地域の復興により、1953年4月に大阪市立福島小学校分校として現在地での教育活動を再開し、2年後の1955年に大阪市立上福島小学校として正式に独立・再開校した。

### 年表
- 1874年8月 - 大阪府管内西成郡第三区三番小学校として創立。
- 1887年4月 - 西成郡上福島尋常小学校と改称。
- 1895年4月 - 西成郡神子田尋常小学校と改称。
- 1897年4月 - 大阪市へ編入、大阪市神子田尋常小学校と改称。
- 1898年12月 - 西成郡鷺洲尋常小学校（現在の大阪市立鷺洲小学校）開校。これに伴い鷺洲村を通学区域から分離。
- 1899年4月 - 高等科を併設、大阪市神子田尋常高等小学校と改称。
- 1903年4月 - 大阪市第一上福島尋常高等小学校と改称。大阪市第二上福島尋常小学校（現在の大阪市立福島小学校）を分離。
- 1909年4月 - 高等科を廃止。
- 1912年4月 - 高等科を再開。
- 1941年4月1日 - 国民学校令により、大阪市上福島国民学校と改称。
- 1944年9月 - 広島県深安郡神辺町・千田村・市村・引野村・大津野村（いずれも現在の福山市）へ集団疎開。
- 1945年
  - 4月 - 高等科を廃止。
  - 6月 - 空襲で校舎全焼。
- 1946年4月 - 戦災のため休校。福島国民学校（福島小学校）に一時統合。
- 1953年4月 - 大阪市立福島小学校分校として元の場所で授業再開。
- 1955年4月 - 大阪市立上福島小学校として独立・再開校。
- 1961年9月16日 - 第2室戸台風で校舎浸水被害。
- 1972年11月 - 「全日本良い歯の学校」5年連続受賞。大阪府健康優良学校に選出される。
- 1973年6月 - 養護学級を開設。
- 2020年4月1日 - 大阪市立福島小学校の通学区域の一部を編入する[1]。

## 通学区域
- 大阪市福島区[2]
  - 福島1 - 3丁目、5 - 8丁目

卒業生は大阪市立下福島中学校へ進学する。

## 交通
- 大阪環状線 福島駅 北西へ約200m。
- JR東西線 新福島駅、阪神本線 福島駅 北西へ約300m
- 大阪シティバス 福島8丁目バス停。